# General Pueyrredón (partido)
General Pueyrredón (Partido de General Pueyrredón) is een partido in de Argentijnse provincie Buenos Aires. Het bestuurlijke gebied telt 564.056 inwoners. Tussen 1991 en 2001 steeg het inwoneraantal met 5,86 %.

## Plaatsen in partido General Pueyrredón
- Barrio 2 de Abril
- Batán
- Camet
- Chapadmalal
- Colinas Verdes
- Colonia Barragán
- El Boquerón
- El Coyunco
- El Dorado
- El Sosiego
- El Tejado
- Estación Camet
- Estación Chapadmalal
- Gloria de la Peregrina
- La Adela
- Laguna de los Padres
- Las Margaritas
- Las Quintas
- Loma Alta
- Los Acantilados
- Los Ortiz
- Los Zorzales
- Mar del Plata
- San Eduardo
- San Francisco
- Santa Angela
- Santa Isabel
- Santa Paula
- Sierra de los Padres
- Valle Hermoso